# ギリギリガールズ
『Giri Giri☆GIRLS』（ギリギリガールズ）は、日本のアイドルユニット。1990年代に、テレビ東京系「ギルガメッシュないと」「平成女学園」などに出演していたセクシーアイドルグループである。

## 来歴
1992年10月にテレビ東京系・『平成女学園』の番組スタートに合わせて既にソロでグラビアデビューしていた荒井美恵子など水着系モデル等の5名で結成された。
当時C.C.ガールズの活躍からセクシーアイドルグループの結成が相次いでおり、なかでは中心的な存在となった。芸映所属。
特にテレビ東京の「平成女学園」、人気番組・「ギルガメッシュないと」にレギュラーで出演しており同番組から誕生したセクシーメイツとともに若い男性には一定の認知度があった。
グラビア展開に続いて、オリジナルの楽曲で歌手デビューを果たすと1993年には同局・メガロポリス歌謡祭で最優秀新人賞、日本歌謡大賞で放送音楽新人賞を受賞した。歌唱時はもちづきと原田がセンターでリードボーカルを務める。
セクシーアイドルブームの終焉とともにメディア登場が減少。メンバーの数名は芸能界の著名タレント、歌手と結婚。また、他メンバーはその後にアダルトビデオ女優としてデビューしている。
その後も90年代に多く誕生したセクシー系グループの代表的な存在としてあげられる。また歌手活動ではオリジナル曲中心で、シングルリリース枚数や賞レースへのノミネート等からもかなり力を入れたプロデュースであった。

## メンバー
初期
- 原田里香
- 吉野美佳
- もちづきる美
- 荒井美恵子
- 樹あさ子

後期
- 吉野美佳
- もちづきる美
- 夏川みすず
- 堤まり

## 出演歴

### テレビ番組
- 平成女学園（テレビ東京系）
- ギルガメッシュないと（テレビ東京系）
- メガロポリス歌謡祭（テレビ東京系 1993年 新人賞受賞）
- スーパーJOCKEY（日本テレビ系）
- 生生生生ダウンタウン（TBS）
- ダウンタウン 1億2000万人のスーパー電リク（TBS）
- 裏番組をブッ飛ばせ!!'95大晦日スペシャル（日本テレビ系）

### CM
- 日清食品『棒棒鶏』

### オリジナルビデオ
- みこすり半劇場2（1993年、バップ）

## ディスコグラフィ

### シングル
| 枚  | 発売日         | タイトル                           | 作詞                    | 作曲                  | 編曲     | 備考                                                                                    |
| --- | -------------- | ---------------------------------- | ----------------------- | --------------------- | -------- | --------------------------------------------------------------------------------------- |
| 1st | 1992年11月26日 | ホノルル・ルビー                   | 売野雅勇                | 鈴木キサブロー        | 岩本正樹 | *コンピレーションアルバム「moe-son ～やっぱ萌えるのはアイドルでしょ！～」(2011年)に収録 |
| 2nd | 1993年2月25日  | キスミー・トーキョー               | 売野雅勇                | 鈴木キサブロー        | 岩本正樹 | *ギルガメッシュないと挿入歌                                                             |
| 3rd | 1993年6月25日  | あなたの事ですずしい渚             | あさくら せいら         | Stock Aitken Waterman | 小西貴雄 | *ボーイ・クレイジーの"That's What Love Can Do"日本語カバー、ギルガメッシュないと挿入歌  |
| 4th | 1993年10月1日  | プリティウルフ                     | 西岡千恵子              | 門田陽                | 森村献   | *「棒棒鶏」CMソング                                                                     |
| 5th | 1994年3月25日  | How To Kiss お熱い夜はエキゾチック | 鮎川めぐみ 平出よしかつ | 小西貴雄              | 小西貴雄 | *ギルガメッシュないと挿入歌 Vシネマ「バナナ白書」主題歌                                 |
| 6th | 1995年8月25日  | SUGARな予感                        |                         |                       |          | *ノーランズの"I'm in the Mood for Dancing"日本語カバー、新メンバーでの初シングル        |

- 「平成女学園」テーマソング

### アルバム
- KISS ME（1993年2月25日）シングル「キスミー・トーキョー」と同時発売

### ビデオ
- 南の島の★ひ♥み♥つ（1993年9月21日、パック・イン・ビデオ）VHS、LD
- 素顔のままで（1993年9月21日、パック・イン・ビデオ）VHS、LD
- HEART NUDE（1993年12月1日、ポリドール）VHS
- ギリギリガールズの愛用品まるごと真空パック通販（日本ビデオ販売）VHS

## 写真集
- GIRI GIRI GIRLS―1st photo book （1992年 ワニブックス）
- MARVELOUS―GIRI GIRI GIRLS 写真集（1993年 パパラブックス）
- MANIA―GIRI GIRI GIRLS写真集（1993年 ぶんか社）
- GIRI GIRI LINGERIES GIRI GIRI GIRLS（1995年 風雅書房）